# Vsevolod Romanovski
Vsevolod Ivanovich Romanovski (em russo:  Всеволод Иванович Романовский; Verny, Império Russo, 4 de dezembro de 1879 – 6 de dezembro de 1954) foi um matemático russo-soviético-uzbeque, fundador da escola de matemática de Tashkent.

## Educação e carreira

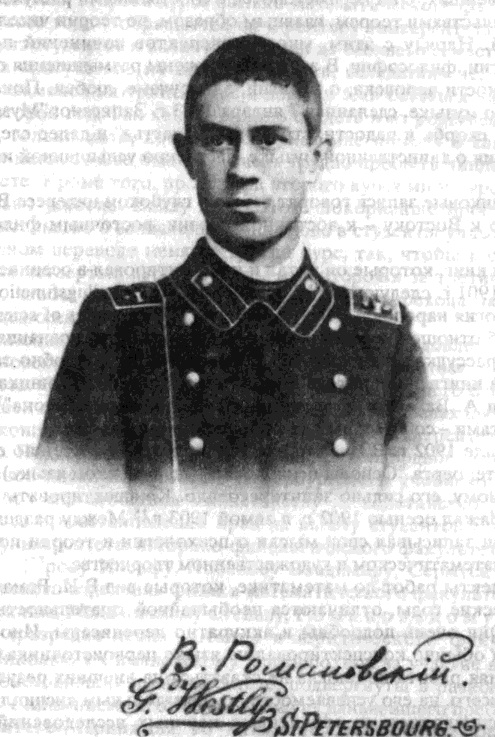
Quando estudando na Universidade Estatal de São Petersburgo

Em 1906 Romanovski obteve um doutorado, orientado por Andrei Markov, na Universidade Estatal de São Petersburgo. No período 1900–1908 foi estudante e depois docente na Universidade Estatal de São Petersburgo. Em 1911–1915 foi lecturer sênior e depois professor da Universidade de Varsóvia, em 1915–1918 professor da Universidade Imperial de Varsóvia em Rostov do Don, e a partir de 1918 professor probabilidade e estatística matemática da Universidade Nacional do Uzbequistão (em Tashkent). Dentre seus alunos de doutorado consta Tashmukhamed Alievich Sarymsakov (Ташмухамед Алиевич Сарымсаков).
Romanovski obteve reconhecimento internacional for seu trabalho em estatística matemática e teoria das probabilidades. Em 1943 foi acadêmico da República Socialista Soviética Uzbeque. O Instituto Romanovski de Matemática da Academia de Ciências do Uzbequistão é nomeado em sua memória. Foi palestrante convidado do Congresso Internacional de Matemáticos em Bolonha (1928 - Sur la généralisation des courbes de Pearson) e em Zurique (1932).
Foi sepultado em Tashkent no Cemitério Botkin.

## Prêmios e condecorações
- 1948: Prêmio Stalin do terceiro grau
- 23 de agosto de 2004: Ordem Buyuk Hizmatlari Uchun (por Grandes Serviços) – postumamente concedido por decreto presidencial da República do Uzbequistão

## Publicações selecionadas
- Романовский В. И. Элементарный курс математической статистики. (Elementary course in mathematical statistics) – М.-Л. Госпланиздат, 1924.
- Романовский В. И. Элементы теории корреляции. (Elements of correlation theory) 1928 г. – 148 pages.
- Романовский В. И. Математическая статистика. (Mathematical statistics) – М.-Л. Гос.объед. научно-тех.изд. НКТП СССР. 1938. – 527 pages
- Романовский В. И. Элементарный курс математической статистики. (Elementary course in mathematical statistics) – М.-Л. Госпланиздат, 1939. – 359 pages
- Романовский В. И. Введение в анализ. (Introduction to analysis) – Ташкент. Гос.учебно-педагог. изд., 1939. – 436 pages
- Романовский В. И. О предельных распределениях для стохастических процессов с дискретным временем. (On limiting distributions for stochastic processes with discrete time) – Изд. Среднеаз. Гос. Унив. Ташкент, 1946. – 24 pages
- Романовский В. И. Применения математической статистики в опытном деле. (Applications of mathematical statistics in the test case) – Гостехиздат, М.-Л.,1947. – 248 pages
- Романовский В. И. Основные задачи теории ошибок. (The main tasks of the theory of errors) – ОГИЗ. Гостехиздат, М.-Л., 1947. – 116 pages
- Романовский В. И. Дискретные цепи Маркова. (Discrete Markov chains) – Гостехиздат, М.-Л. 1949. – 436 pages
- Романовский В. И. Математическая статистика. Кн.1. Основы теории вероятностей и математической статистики. (Mathematical statistics. Book 1. Fundamentals of the theory of probability and mathematical statistics) – Ташкент, 1961. – 637 pages
- Романовский В. И. Математическая статистика. Кн.2. Оперативные методы математической статистики. (Mathematical statistics. Book 2. Operational methods of mathematical statistics) – Ташкент, 1963. – 794 pages
- Романовский В. И. Избранные труды. Т.1. (Selected Works. V.1) – Изд-во "Наука" Узб. ССР. Ташкент. 1961.
- Романовский В. И. Избранные труды. Т.2. (Selected Works. V.2) – Теория вероятностей, статистика и анализ. (Theory of probability, statistics and analysis) Изд-во "Наука" Узб. ССР. Ташкент. 1964. – 390 pages